# 特吉斯陨石坑

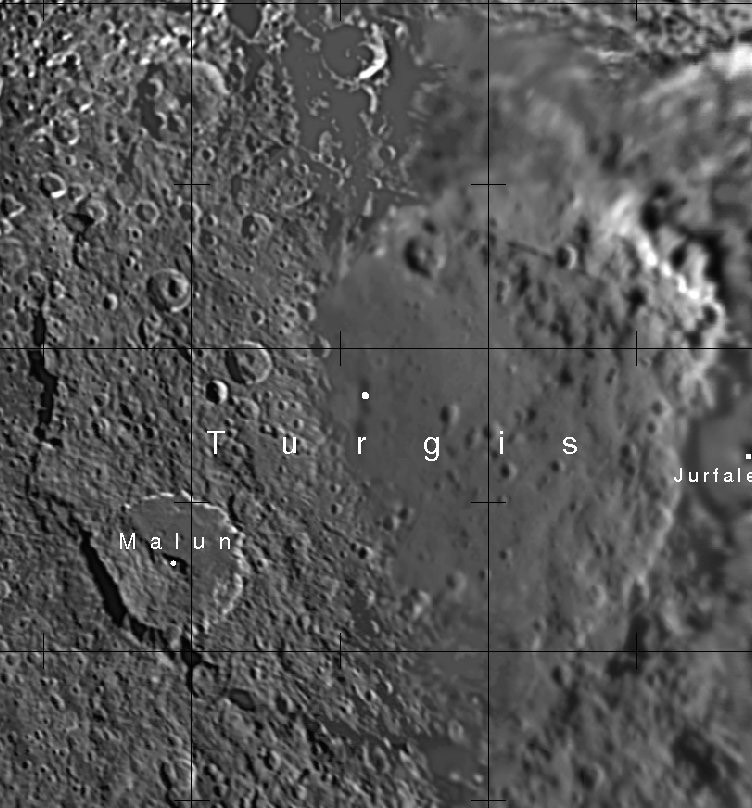
特吉斯陨石坑

特吉斯陨石坑（Turgis）是土卫八上最大的撞击坑，其直径达580公里，为星体直径的40%。该撞击坑以一位撒拉森男爵的名字命名。
该撞击坑位于卡西尼区，其坑缘高度达15公里，并在某些部分发生了崩塌现象。

## 图集

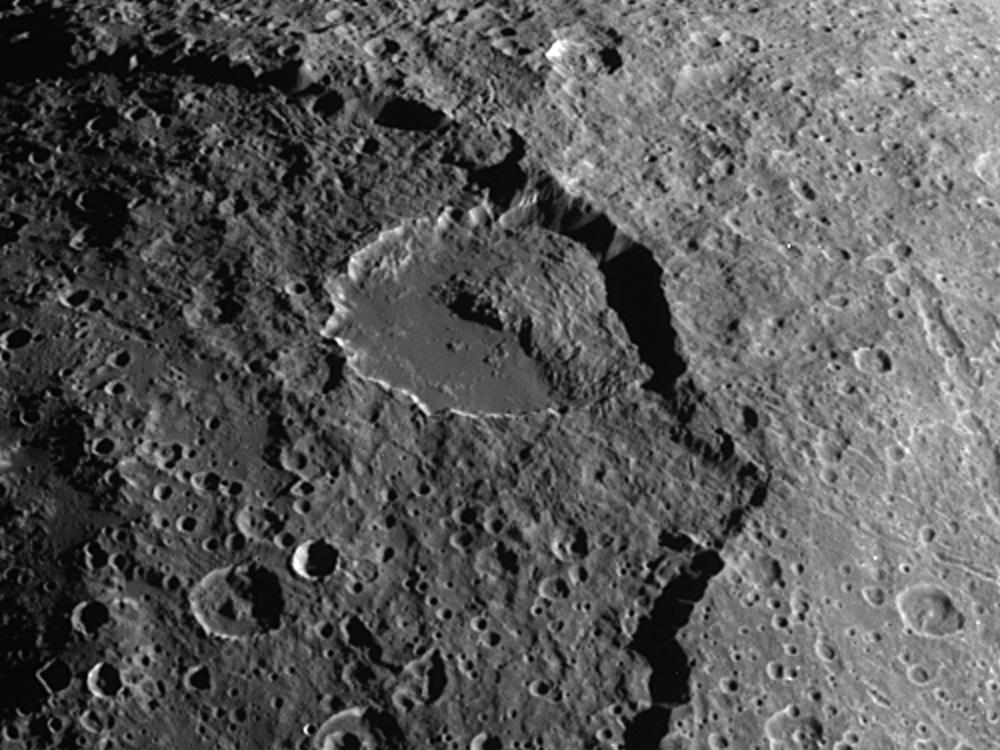
撞击坑坑缘的崩塌地形
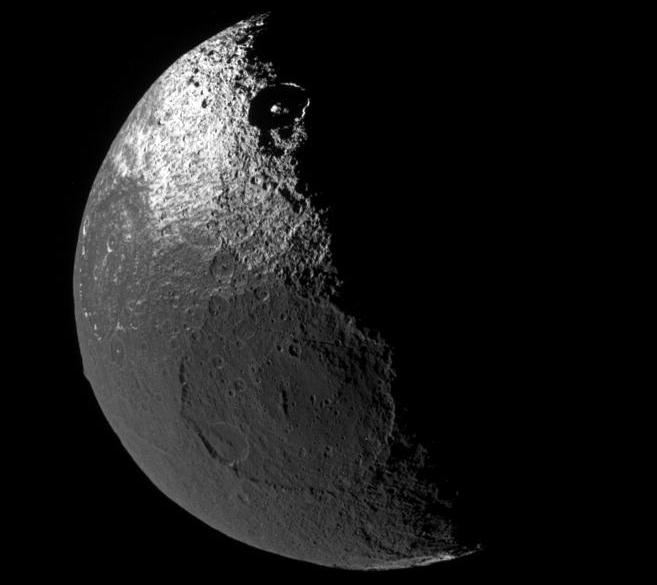
卡西尼区